# 齊寧郡
齐宁郡，中国南北朝时设置的郡。
南朝齐建元二年（480年）置齐宁郡，治开城县（确址待考，疑在今广西南宁市邕宁区、横县二县南境，一说在容县、北流市和玉林市北）。属越州。下辖开城县、延海县、新邑县、建初县，南梁、南陈废齐宁郡。